# …шо кому не ясно?
«…шо кому не ясно?» — третій студійний альбом українського рок-гурту Мотор'ролла. Записаний на студії Funk!Submarine, а офіційними видавцями альбому виступили ТОВ «Астра Рекордс» та Bog Da Nova Muzyka.

## Про альбом
Цей альбом є першим для Сергія Присяжного у якості вокаліста (раніше він був тільки гітаристом, та у цьому амплуа працював з гуртом Скрябін), оскільки їх колишній вокаліст, Олександр Буднецький, поїхав на навчання до Польщі.
Спочатку альбом мав називатися «10 Rock'ів», тобто «Десять років», оскільки гурт відзначав тоді свій перший ювілей. Але через те, що в новому складі команда, на той час, працювала тільки четвертий рік, гурт від цієї назви вирішив відмовитися. Зійшлися на назві, яка також є фразою з їх композиції «Настояшчий мушчина (Сварщік)» — «… шо кому не ясно?», оскільки вона, за словами Сергія Присяжного, якнайкраще відображає наповнення диску. За словами учасників гурту, цей альбом — збірка пісень за останні чотири роки. На 4 композиції з альбому були відзняті музичні відеокліпи, зокрема на головний хіт гурту «8-ий колір», презентація якого відбулася в етері телеканалу М1 29 травня 2005. Авторкою тексту цієї пісні є Тома Приймак.
Композиція «До тебе, мила», яка увійшла до перевидання альбому «…шо кому не ясно? …Ще!» та стала синглом, також буде включена до наступного альбому гурту «Кольорові сни». А акустична версія цього синглу була записана з заслуженою артисткою України Валентиною Степовою. Також у кліпі на цю пісню знялася українська акторка Альона Алимова.
У серпні 2006 команда, разом з Лесєю Щербак з гурту «Фарбований Лис» зняли відеокліп на композицію «Настояшчий мушчина (Сварщік)».

## Список композицій
| ...шо кому не ясно? - Компакт-касета | ...шо кому не ясно? - Компакт-касета                                  | ...шо кому не ясно? - Компакт-касета | ...шо кому не ясно? - Компакт-касета | ...шо кому не ясно? - Компакт-касета |
| #                                    | Назва                                                                 | Автор слів                           | Автор музики                         | Тривалість                           |
| ------------------------------------ | --------------------------------------------------------------------- | ------------------------------------ | ------------------------------------ | ------------------------------------ |
| 1.                                   | «Настояшчий мушчина (Сварщік)»                                        | Сергій Присяжний                     | Сергій Присяжний                     | 4:14                                 |
| 2.                                   | «А я собі гуля» (за участю Олега Скрипки з Воплі Відоплясова)         | Ігор Лисий                           | Сергій Присяжний                     | 3:29                                 |
| 3.                                   | «Гагарін» (за участю Андрія Клименко)                                 | Сергій Присяжний                     | Сергій Присяжний                     | 4:38                                 |
| 4.                                   | «Ой на горі вогонь горить» (за участю Вадима Красноокого з Mad Heads) |                                      | Сергій Присяжний                     | 2:36                                 |
| 5.                                   | «Зима хвора» (за участю Олександра Положинського з Тартак)            | Ігор Лисий                           | Сергій Присяжний                     | 5:04                                 |
| 6.                                   | «Тіні в раю»                                                          | Олександр Буднецький                 | Сергій Присяжний                     | 4:57                                 |
| 7.                                   | «Вмикаю телевізор»                                                    | Сергій Присяжний                     | Сергій Присяжний                     | 3:14                                 |
| 8.                                   | «Вперед до сказу»                                                     | Сергій Присяжний                     | Сергій Присяжний                     | 3:26                                 |
| 9.                                   | «Осінь жовто-сіра»                                                    | Сергій Присяжний                     | Сергій Присяжний                     | 4:35                                 |
| 10.                                  | «Я перевернув цей світ»                                               | Ігор Лисий                           | Сергій Присяжний                     | 3:47                                 |
| 11.                                  | «Не дзвонила, не заходила»                                            | Сергій Присяжний                     | Сергій Присяжний                     | 3:48                                 |
| 12.                                  | «З ранку йшов дощ»                                                    | Олександр Буднецький                 | Сергій Присяжний                     | 4:15                                 |
| 13.                                  | «8-ий колір»                                                          | Тома Приймак                         | Сергій Присяжний                     | 4:19                                 |
| Загальна тривалість 52:12            |                                                                       |                                      |                                      |                                      |

| ...шо кому не ясно? - Компакт-диск | ...шо кому не ясно? - Компакт-диск              | ...шо кому не ясно? - Компакт-диск |
| #                                  | Назва                                           | Тривалість                         |
| ---------------------------------- | ----------------------------------------------- | ---------------------------------- |
| 14.                                | «Не дзвонила, не заходила» (музичний відеокліп) | 3:59                               |
| Загальна тривалість 56:11          |                                                 |                                    |

| ...шо кому не ясно? ...Ще! | ...шо кому не ясно? ...Ще!        | ...шо кому не ясно? ...Ще! | ...шо кому не ясно? ...Ще! | ...шо кому не ясно? ...Ще! |
| #                          | Назва                             | Автор слів                 | Автор музики               | Тривалість                 |
| -------------------------- | --------------------------------- | -------------------------- | -------------------------- | -------------------------- |
| 14.                        | «До тебе, мила»                   | Богдан Гловацький          | Богдан Гловацький          | 3:24                       |
| 15.                        | «8-ий колір» (музичний відеокліп) |                            |                            | 4:37                       |
| Загальна тривалість 60:13  |                                   |                            |                            |                            |

## Учасники запису
У записі альбому брали участь:
| - Сергій «Сєня» Присяжний — вокал, гітара - Ігор Леонідович Лисий — бас-гітара, вокал, музичний продюсер - Олег Бурбела — гітара, програмування - Олександр Кирилюк — перкусія - Олег Скрипка з Воплі Відоплясова — вокал, баян, труба (трек 2) - Андрій Клименко — вокал (трек 3) - Вадим Красноокий з Mad Heads — вокал, гітара (трек 4) - Олександр Положинський з Тартак — вокал | - Олег Фіщук — музичний продюсер - Артур Даніелян — музичний продюсер (треки 5 та 13) - Олег Артим — музичний продюсер (треки 5 та 13) |